# Horezu (okręg Aluta)
Horezu – wieś w Rumunii, w okręgu Aluta, w gminie Dobrețu. W 2011 roku liczyła 533 mieszkańców.